# Micha'el Reisser
Micha'el Reisser (hebrejsky: מיכאל רייסר, žil 26. dubna 1946 – 27. října 1988) byl izraelský politik a poslanec Knesetu za stranu Likud.

## Biografie
Narodil se v Tel Avivu, kde absolvoval gymnázium Šalva. Studoval sociologii a pracovní studie na Telavivské univerzitě.

## Politická dráha
V roce 1970 byl předsedou Svazu studentů na Telavivské univerzitě, v letech 1971–1977 předsedou sekretariátu mládežnického hnutí při straně Cherut. V letech 1978–1979 byl poradcem ministra absorpce imigrantů. Zastával také post úředníka na ministerstvu bytové výstavby. V letech 1979–1980 byl předsedou organizačního odboru při sekretariátu strany Cherut. V letech 1979–1981 působil na postu ředitele organizace Israel Builders Association a roku 1981 jako předseda správní rady ha-Jekev. V letech 1981–1984 byl také ve vedení textilní firmy Ata.
V izraelském parlamentu zasedl poprvé po volbách v roce 1981, do nichž šel za stranu Likud. Byl členem výboru pro vzdělávání a kulturu. Mandát poslance obhájil za Likud ve volbách v roce 1984, po nichž se stal členem výboru pro záležitosti vnitra a životního prostředí a výboru pro vzdělávání a kulturu. Předsedal výboru House Committee. Zemřel během funkčního období při autonehodě. Jeho poslanecké křeslo zaujal David Mor.